# 30827 Lautenschläger
30827 Lautenschläger este un asteroid din centura principală, descoperit pe 10 octombrie 1990, de Lutz Schmadel și Freimut Börngen.